# فرانسيس سيريستاد
فرانسيس سيريستاد (بالنرويجية: Francis Sejersted) (8 فبراير 1936 – 25 أغسطس 2015) هو بروفيسور نرويجي في التاريخ ورئيس اللجنة النرويجية لجائزة نوبل (التي تمنح جائزة نوبل للسلام) من عام 1991 حتى 1995.

## روابط خارجية
- فرانسيس سيريستاد على موقع IMDb (الإنجليزية)